# Kaaresjärvi
Kaaresjärvi är en sjö i kommunen Vaala i landskapet Norra Österbotten i Finland. Sjön ligger 122,7 meter över havet. Arean är 3,64 kvadratkilometer och strandlinjen är 8,7 kilometer lång. Sjön  ingår i Uleälvens huvudavrinningsområde.   Den ligger omkring 34 kilometer nordväst om Kajana och omkring 480 kilometer norr om Helsingfors. 
Kaaresjärvi kan också betraktas som en vik av Ule träsk. 